# Artuqiden

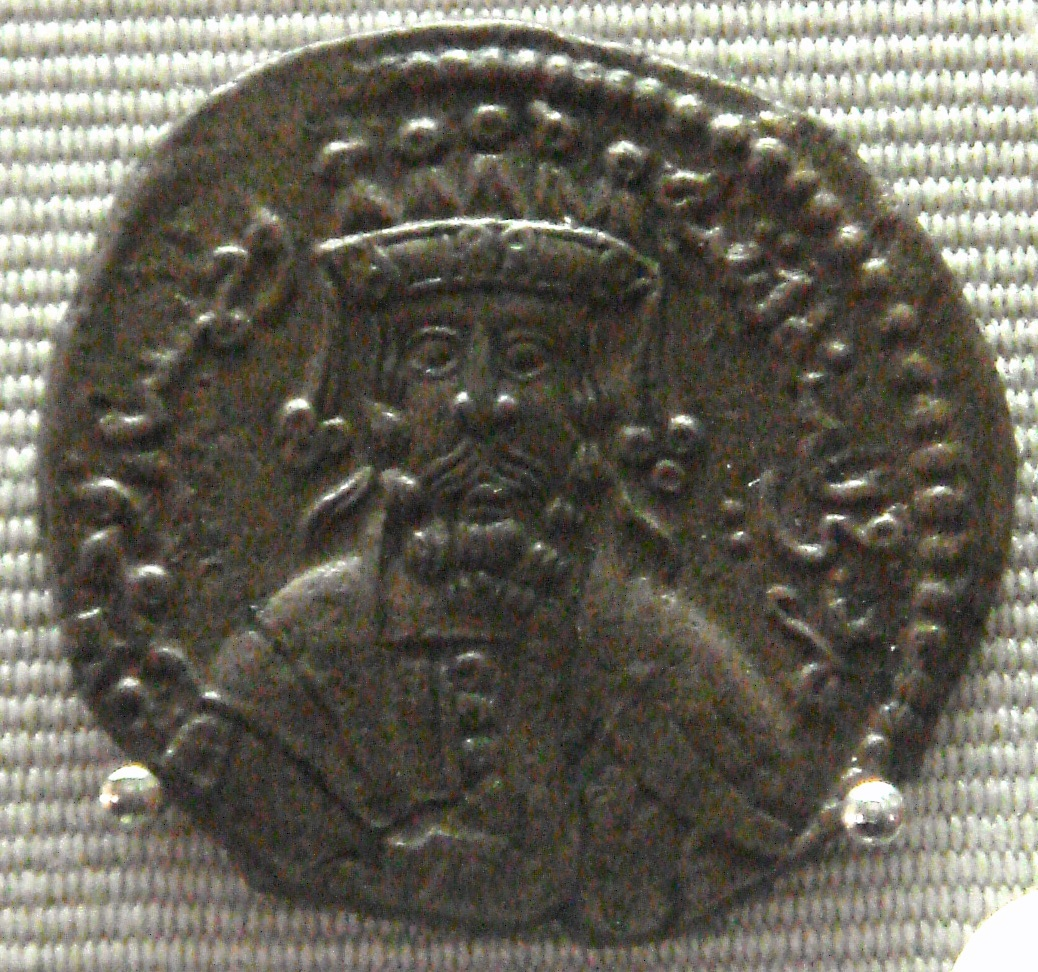
Artuqidische munten uit de 12e eeuw

De Artuqiden (ook Artukiden, Ortoqiden, Artuklu) waren een Oghuz-Turkse dynastie die in de 11e en 12e eeuw delen van Oost-Anatolië en Noord-Irak beheerste. De twee belangrijkste takken regeerden vanuit Hasankeyf (1102-1231) en Mardin (1106-1186, tot 1409 als vazallen). Een derde tak kwam in het bezit van Harput in 1112 en was van 1185 tot 1233 onafhankelijk.

## Geschiedenis
De dynastie werd gesticht door Artuq, die als generaal eerst onder Malik Sjah en daarna onder de Seltsjoekse emir van Damascus Tutush diende. Tutush benoemde Artuq in 1086 tot gouverneur van Jeruzalem. Artuq overleed in 1091; zijn zonen Sokman en Ilghazi werden in 1098 uit Jeruzalem verdreven door al-Afdal Shahanshah, vizier van de Fatimiden. Al-Afdal werd het daaropvolgende jaar op zijn beurt door de Kruisvaarders verdreven.
Sokman en Ilghazi installeerden zich in de steden Diyarbakır, Mardin en Hasankeyf, waar ze in conflict kwamen met de Groot-Seltsjoekse sultan. Sokman, bey van Mardin, versloeg de Kruisvaarders in 1104 in de slag bij Harran. Ilghazi volgde Sokman op en verwierf in 1118 de controle over Aleppo. In 1119 versloeg hij de kruisvaardersstaat Antiochië in de slag van Ager Sanguinis.
In 1121 werd een Seltsjoeks-Artuqidische alliantie onder leiding van de Seltsjoekse sultan Mahmud II verslagen door de Georgiërs in de slag van Didgori. Na het overlijden van Ilghazi in 1122 kwam Aleppo toe aan zijn neef Balak, die in 1125 moest wijken voor Zengi van Mosoel. Na Balaks dood splitsten de Artuqiden zich over Diyarbakır, Hasankeyf en Mardin.
Sokmans zoon Davud, bey van Hasankeyf, overleed in 1144 en werd opgevolgd door zijn zoon Kara Arslan. Deze verbond zich met Jocelin II van Edessa tegen Zengi. In afwezigheid van Jocelin slaagde deze er, in 1144, in Edessa te veroveren, meteen de eerste kruisvaardersstaat die viel. De Artuqiden van Hasankeyf werden vazallen van Zengi en zijn opvolgers.
De zoon van Kara Arslan, Nur ad-Din Muhammad, verbond zich met de Ajjoebidische sultan Saladin tegen Kilcarslan II, sultan van de Roem-Seltsjoeken, wiens dochter met Nur ad-Din Muhammad getrouwd was. In een vredesverdrag won Saladin de controle over de Artuqidische gebieden, hoewel zij in naam vazallen bleven van de Zengiden van Mosoel. Met Artuqidische steun slaagde Saladin erin ook Mosoel in handen te krijgen.
De Artuqiden beheersten in theorie nog steeds Boven-Mesopotamië, maar hun macht nam onder de Ajjoebiden gestaag af.

## Numismatiek
In de numismatiek zijn de Artuqiden bekend om hun grote bronzen munten met een voorstelling - ongewoon voor islamitische numismatiek. Deze is vaak afgeleid van klassieke of westerse munten en sieraden.